# Daïra de Tiaret
La daïra de Tiaret est une circonscription administrative algérienne située dans la wilaya de Tiaret et la région de l'Oranie. Son chef-lieu est situé sur la commune éponyme de Tiaret.
La daïra est constituée de la seule commune de Tiaret.